# Papyrus 96
Papyrus 96 (in de nummering volgens Gregory-Aland) of {\displaystyle {\mathfrak {P}}}96, is een tweetalige kopie van het Nieuwe Testament in het Grieks en in het Koptisch. Het handschrift is geschreven op papyrus en bevat het Evangelie volgens Matteüs 3:10-12 in het Koptisch en 3:13-15 in het Grieks. Het wordt bewaard in de Österreichische Nationalbibliothek (Pap. Vindob. G. 7244) in Wenen. Op grond van het schrifttype wordt het manuscript gedateerd in de zesde eeuw.
De Griekse tekst van deze codex vertegenwoordigt de Alexandrijnse tekst, maar het fragment is te klein om daar zeker van te zijin. Het is nog niet ingedeeld in een van Alands  Categorieën.
Het handschrift wordt bewaard in de Österreichische Nationalbibliothek (Pap. K. 7244) te Wenen.